# Intelligence Online
Intelligence Online est une publication numérique consacrée aux services de renseignement d'Etat (DGSE, CIA, NSA, MI6, BND, SVR…), aux questions d'intelligence économique et aux évolutions technologiques dans le domaine du renseignement.
Elle est publiée à Paris en deux langues (français et anglais) par la société de presse indépendante Indigo Publications. Son rédacteur en chef est Pierre Gastineau.

## Histoire
Intelligence Online a été créée en 1980, sous le nom Le Monde du Renseignement en français et Intelligence Newsletter en anglais par l'Association pour le Droit à l'Information.
En 1989, la publication a été reprise par le groupe de presse professionnelle Indigo Publications. En 1995, la publication est publiée en ligne sur un site payant intitulé Intelligence Online.
En septembre 2001, les deux éditions papier (Le Monde du renseignement et Intelligence Newsletter) adoptent le nom du site, Intelligence Online.
En 2013, Intelligence Online publie son dernier exemplaire imprimé tout en conservant une édition PDF paraissant tous les 15 jours.

## Ligne éditoriale
Intelligence Online propose aussi des investigations sur les négociations des grands contrats notamment liés à la défense et à l'énergie, ainsi que sur les développements dans la surveillance et l'interception des communications et la gestion des flux d'images satellite.
Les enquêtes d'Intelligence Online sont réalisées en collaboration avec un vaste réseau de correspondants en Europe, au Moyen-Orient, en Asie et aux États-Unis.
Intelligence Online n'accepte pas de publicité et son chiffre d'affaires ne provient que des recettes de ses lecteurs (abonnements, ventes à l'unité). La publication estime que ce modèle économique préserve son indépendance éditoriale.

## Enquêtes
Intelligence Online a révélé plusieurs affaires ayant eu un écho international et une couverture médiatique conséquente.
Intelligence Online a notamment révélé en mars 2016 les problèmes que rencontrait le groupe cimentier Lafarge, soupçonné d'avoir accepté de financer l'État Islamique (Daech) en Syrie, pour assurer la continuité de l'activité de son usine de Jalbiyeh. À la suite de ces révélations, les enquêtes se sont multipliées pour aboutir à un scandale très médiatisé autour de la cimenterie française. Selon la publication, la Direction générale de la sécurité extérieure, (DGSE) a suivi de près ces accords passés entre la multinationale Lafarge Holcim et Daech. Intelligence Online a par la suite indiqué qu'Amro Taleb, le représentant des « hommes d'affaires de Raqqa » était venu à Paris en janvier 2015 pour s'entretenir avec les dirigeants de Lafarge et leur proposer la réouverture de l'usine de Jalbiyeh.
Intelligence Online a indiqué qu'une conférence secrète consacrée aux négociations israélo-palestiniennes avait eu lieu le 17 juin 2018, à la demande du gendre du président américain Donald Trump, Jared Kushner et de son conseiller Jason Greenblatt. La publication a dévoilé qu'y participaient les chefs des services de renseignement de Jordanie, d'Egypte, d'Arabie Saoudite et de l'Autorité palestinienne ainsi que le patron du Mossad, Yossi Cohen. La publication a affirmé que le candidat préféré par la Maison-Blanche pour succéder à Mahmoud Abbas à la tête de l'Autorité palestinienne serait Majed Faraj, le chef du renseignement palestinien, présent à cette rencontre. Selon Intelligence Online, cette réunion intervenait un jour avant la rencontre entre le Premier ministre israélien, Benyamin Netanyahou, et le roi de Jordanie, Abdallah II.
En juillet 2018, Intelligence Online a dévoilé que l'ADIT, leader français de l'intelligence économique, était entré en négociations exclusives avec le fonds d'investissement Halisol, afin d'acquérir le groupe de sécurité qu'il détient, GEOS.
En juillet 2017, Intelligence Online a révélé que le Hezbollah était en train de construire au moins deux usines souterraines destinées à fabriquer des missiles à moyenne portée. Certains médias arabes avaient publié des informations en ce sens précédemment, mais Intelligence Online a précisé le type d'arme produit et les emplacements approximatifs des deux usines. Selon la publication, l'usine de Hermel, dans le nord du Liban, serait utilisée pour produire le Fateh 110, un missile à moyenne portée.
Intelligence Online a également publié l'information selon laquelle Erik Prince, l'ancien patron de la société de mercenaires Blackwater, sous-traiterait les opérations clandestines en Libye, en soutien au chef de l'armée, le général Khalifa Haftar, depuis Abou Dhabi. Le 11 janvier 2017, Intelligence Online a indiqué que les pilotes de chasse partant de la base aérienne d'Al Khadim en Libye pour mener des opérations en soutien à l'armée nationale libyenne à Benghazi notamment, étaient des mercenaires étrangers privés engagés par Erik Prince,.
En décembre 2016, Intelligence Online a mis en lumière les liens entre François Fillon et l'homme d'affaires libanais sunnite Fouad Makhzoumi, qualifiant même ce dernier de « poisson-pilote » au Moyen-Orient du candidat de la droite à la présidentielle de 2017. En mars 2018, Médiapart et Le Canard Enchaîné ont indiqué que M. Makhzoumi avait signé un contrat avec la société de conseil de M. Fillon, 2F Conseil, début 2016. L'information a été confirmée par la conseillère en communication du candidat Fillon, Myriam Lévy. Le contenu de ce contrat n'a en revanche jamais été révélé.

## Publications
L'ancien et l'actuel rédacteurs en chef d'Intelligence Online — Philippe Vasset et Pierre Gastineau — ont coécrit un ouvrage consacré au phénomène des fuites massives de données, ou leaks, c’est-à-dire la diffusion massive de documents qui ne sont pas destinés à être rendus publics,. L'ouvrage Armes de déstabilisation massive, publié en novembre 2017 chez Fayard, enquête sur le business des fuites de données en recherchant et expliquant l'origine de ces fuites. Si certaines fuites sont l'œuvre de lanceurs d'alerte ayant pris des risques pour révéler des scandales d'intérêt général, de nombreuses autres sont, selon Philippe Vasset et Pierre Gastineau, pilotées en sous-main par des intérêts très particuliers,.